# سيلفريوس

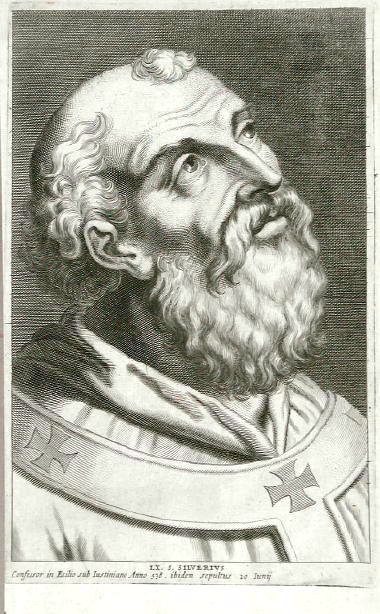
سيلفريوس

البابا سيلفريوس (باللاتينية: Silverius) ـ (توفي في 20 يونيو 537) هو بابا الكنيسة الكاثوليكية في الفترة من 8 يونيو 536 وحتى عزله سنة 537، قبيل وفاته بأشهر قليلة.